# Condado de San Cristóbal
El condado de San Cristóbal es un título nobiliario español creado por el rey Carlos IV por real decreto el 14 de noviembre de 1789 y real despacho del 11 de marzo de 1790 a favor de Julián San Cristóbal y Eguiarreta, caballero de la Orden de Carlos III, ministro del Consejo de Guerra y oidor de la Real Chancillería de Granada, natural de Viana.

## Lista de los condes de San Cristóbal
|                        | Titular                                                | Periodo                |
| Creación por Carlos IV | Creación por Carlos IV                                 | Creación por Carlos IV |
| ---------------------- | ------------------------------------------------------ | ---------------------- |
| I                      | Julián San Cristóbal y Eguiarreta                      | 1790-1805              |
| II                     | María del Pino Rafaela de San Cristóbal y Monteverde   | 1805-1834              |
| III                    | Martín Miguel de Barrechenea y Azcárate San Cristóbal  | 1850-1890              |
| IV                     | Francisco Caraciolo de Barrenechea y Oñate Azcárate    | 1890-1902              |
| V                      | María Felipa Barrenechea y Oñate Azcárate y Marichalar | 1903-1918              |
| VI                     | Francisco José de la Mata y Barrenechea                | 1918-1935              |
| VII                    | Pablo Pelayo de la Mata y Barrenechea                  | 1935/1951-1956         |
| VIII                   | Hilario de la Mata y Sáenz de Calahorra                | 1956–1973              |
| IX                     | Pelayo de la Mata y Pobes                              | 1973-actual titular    |

## Historia de los condes de San Cristóbal
- Julián San Cristóbal y Eguiarreta (Viana, 28 de enero de 1725-8 de abril de 1805),[3][4] I conde de San Cristóbal,[1] caballero de la Orden de Carlos III, ministro del Consejo de Guerra y del de Castilla, oidor del rey en Canarias en 1758, regidor de la Real Chancillería de Oviedo y regidor de la Real Chancillería de Toledo.[3] Era hijo de Domingo Esteban de San Cristóbal y Azcona, nacido en Viana, y de María Lorenza de Eguiarreta Prado y Ulloa, natural de Pamplona.[3]

Casó, en las Islas Canarias, en 20 de mayo de 1758, con Beatriz de Monteverde y Martínez de Escobar.  Le sucedió su hija:
- María del Pino Rafaela de San Cristóbal y Monteverde (Canarias, 27 de marzo de 1759-Madrid, 2 de junio de 1834),[6] II condesa de San Cristóbal.[1]

Casó, en Carabanchel Alto, en 14 de agosto de 1776, con Juan Matías de Azcárate y Ustáriz, caballero de la Orden de Santiago y viudo de Juana de Larrea. Le sucedió su nieto, único hijo de María Felipa de Azcárate y San Cristóbal Ustáriz y Monteverde  (1780-1832) y de su esposo Antonio Manuel de Barrenechea:
- Martín Miguel de Barrenechea y Azcárate San Cristóbal (Viana, 11 de noviembre de 1807-Logroño, 6 de enero de 1890),[8] III conde de San Cristóbal por real carta de sucesión firmada por la reina Isabel II, en 3 de marzo de 1850.[7][9] y gran cruz de la Orden de Isabel la Católica.[7]

Casó, en Viana, el 2 de marzo de 1829, con María Cruz de Oñate y Marichalar Gamarra y Acedo. Le sucedió su hijo.
- Francisco Caraciolo de Barrenechea y Oñate Azcárate (Viana, 4 de junio de 1832-Madrid, 5 de noviembre de 1902),[11] IV conde de San Cristóbal,[12] senador del reino y diputado en las Cortes Constituyentes[11] y alcalde de Logroño.[13]

Casó con María Luisa de Salazar y Enríquez de la Carra. Sin descendencia, le sucedió su hermana.
- María Felipa Barrenechea y Oñate Azcárate y Marichalar (Madrid, 23 de agosto de 1833-29 de marzo de 1918[14]), V condesa de San Cristóbal.[15][11]

Casó, en Logroño, el 21 de febrero de 1858, con Felipe de la Mata y Fernández de Arnedo (1827-1887). Le sucedió su hijo.
- Francisco José Domingo de la Mata y Barrenechea (Logroño, 13 de mayo de 1864-27 de febrero de 1935), VI conde de San Cristóbal,[10] IX marqués de Vargas,[13] político, diputado, concejal y alcalde de Logroño (1899-1902).[13]

Casó, en Logroño, el 1 de agosto de 1889, con Asunción López Montenegro y López de Castejón (m. Bilbao, 1891), hermana de la condesa de Hervías y nieta de los marqueses de Fuerte-Gollano y Velamazán. En 1890, en Logroño, nació su único hijo, Felipe de la Mata y López Montenegro. Le sucedió su hermano.
- Pablo Pelayo de la Mata y Barrenechea, VII conde de San Cristóbal.[16]

Casó con Blanca Sáenz de Calahorra y Martínez Torquemada. Le sucedió, en 1956, su hijo.
- Hilario de la Mata y Sáenz de Calahorra, VIII conde de San Cristóbal[17] y X marqués de Vargas.[18]

Casó con María Teresa Pobes y Salvador. Le sucedió, por cesión, su hijo.
- Pelayo de la Mata y Pobes (n. Madrid, 1946), IX conde de San Cristóbal[3][19] y XI marqués de Vargas.

Casó con Ana María de Mesa y Tamboruny.